# Catedral de San Juan de Edmonton
La Catedral ortodoxa ucraniana de San Juan (en inglés Ukrainian Orthodox Cathedral of St. John), es una catedral ortodoxa canadiense ubicada en Edmonton, Alberta, y sede del Arzobispado del Oeste de Edmonton. Asimismo, la catedral, además de ser el principal centro religioso ortodoxo en la ciudad, constituye un centro cultural, que fue abierto al público en 1965.